# Jack Kiser
Jack Kiser (Royal Center, 10 settembre 2000) è un giocatore di football americano statunitense che milita nel ruolo di linebacker per i Jacksonville Jaguars della National Football League (NFL).

## Carriera universitaria
Nella sua prima stagione a Notre Dame nel 2019, Kiser disputò quattro partite. L'anno seguente disputò la prima gara come titolare contro South Florida, guidando la sua squadra con 8 tackle. Nei tre anni successivi disputò tutte le partite dei Fighting Irish, giocando frequentemente anche negli special team. Nell'ultima annata Notre Dame raggiunse la finale dei College Football Playoff, persa contro Ohio State, e Kiser fece registrare i suoi primati personali in placcaggi (90) e fumble recuperati (2), disputando tutte le 16 partite come titolare.

## Carriera professionistica

### Jacksonville Jaguars
Kiser fu scelto nel corso del quarto giro (107º assoluto) del Draft NFL 2025 dai Jacksonville Jaguars.